# Zabierzów (województwo opolskie)
Zabierzów (dodatkowa nazwa w j. niem. Zabierzau) – wieś w Polsce położona w województwie opolskim, w powiecie krapkowickim, w gminie Walce. Historycznie leży na Górnym Śląsku, na ziemi prudnickiej.
W latach 1945–1954 miejscowość należała do gminy Walce w powiecie prudnickim. W latach 1975–1998 miejscowość należała administracyjnie do ówczesnego województwa opolskiego.
Wioska zajmuje 3,41 km², a zamieszkuje ją 2% mieszkańców gminy. 

## Nazwa
Topograficzny opis Górnego Śląska z 1865 roku notuje wieś pod obecnie stosowaną, polską nazwą Zabierzów, a także zgermanizowaną Zabierzau we fragmencie: "Zabierzau (1282 Saberow, 1283 Czhaborowo, 1329 Zeborow, 1534 Zabiraw, polnisch Zabierzów)". 9 września 1947 r. nadano miejscowości, wówczas administracyjnie należącej do powiatu prudnickiego, polską nazwę Zabierzów.

## Historia

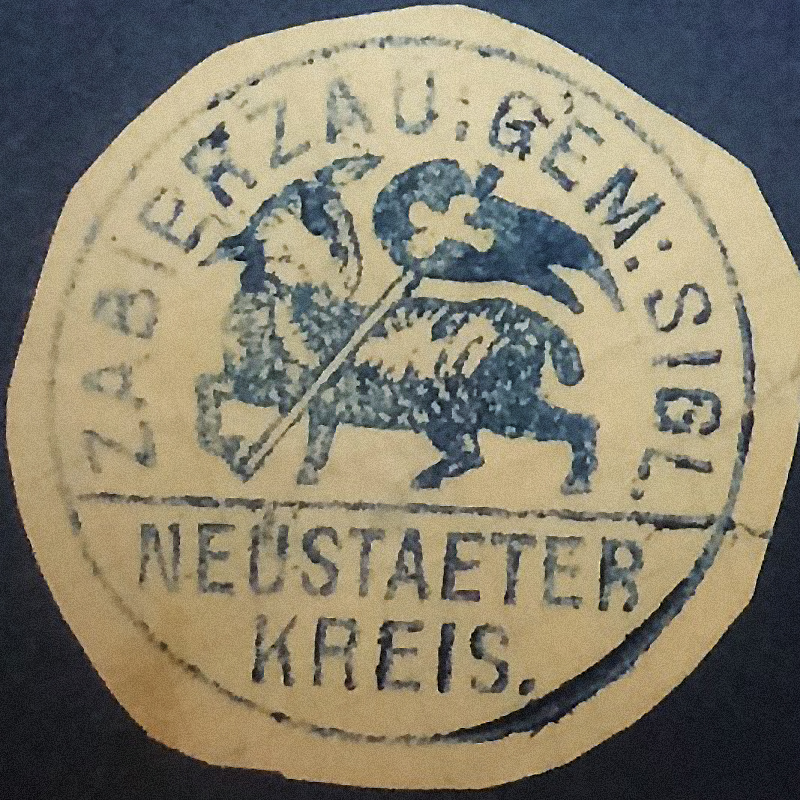
Pieczęć Zabierzowa (1911)

Wieś po raz pierwszy wzmiankowana w 1282 jako Saberow. Należała w tym czasie do dóbr klasztoru norbertanek w Czarnowąsach. W 1571 we wsi istniała karczma. W 1650 Zabierzów wszedł w skład dóbr Georga III von Oppersdorffa.
Do 1742 wieś należała do powiatu sądowego głogóweckiego w Monarchii Habsburgów. Po I wojnie śląskiej znalazła się w granicach Królestwa Prus i weszła w skład powiatu prudnickiego w prowincji Śląsk. W 1784, dalej jako własność hrabiów Oppersdorffów z Głogówka, została określona jako Zabrizau.

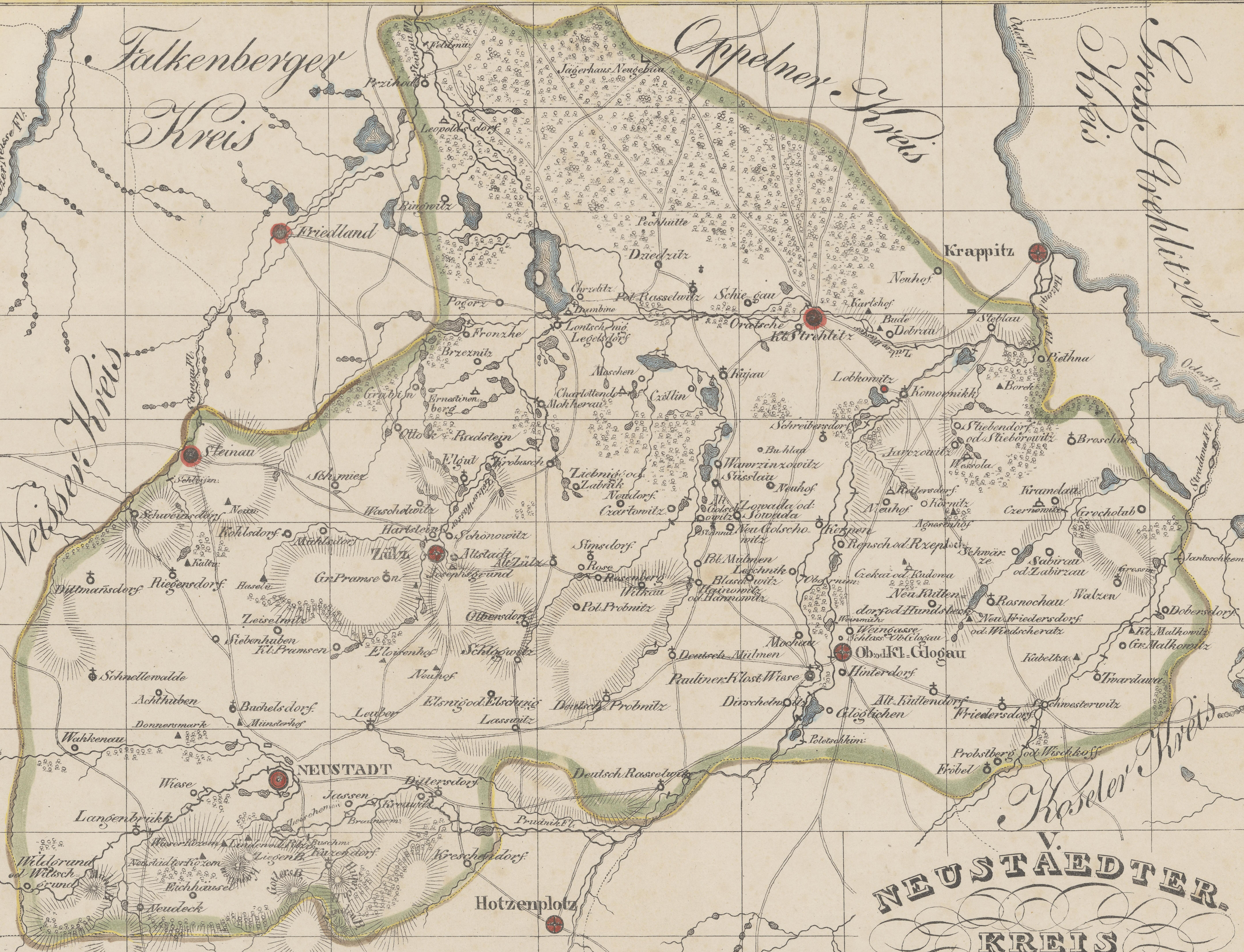
Zabierzów (Sabirau od. Zabirzau) wśród miejscowości ziemi prudnickiej na mapie z XIX wieku

W 1899 powstała tu szkoła podstawowa, która działała do 1978, kiedy to, ze względu na niż demograficzny, została zamknięta. Wieś posiadała swoją własną pieczęć, która przedstawiała w polu baranka niosącego proporzec, skierowanego w prawo, a w otoku napis: ZABIERZAU: GEM: SIGL. / NEUSTAETER KREIS (pol. Gmina Zabierzów / Powiat Prudnicki).
Według spisu ludności z 1 grudnia 1910, na 281 mieszkańców Zabierzowa 11 posługiwało się językiem niemieckim, a 270 językiem polskim. W wyborach parlamentarnych w Republice Weimarskiej w 1919 najwięcej głosów w Zabierzowie zdobyli chrześcijańscy demokraci.
W 1921 w zasięgu plebiscytu na Górnym Śląsku znalazła się tylko część powiatu prudnickiego. Zabierzów znalazł się po stronie wschodniej, w obszarze objętym plebiscytem. W 1939 wieś liczyła 295 mieszkańców.
Po II wojnie światowej, od marca do maja 1945 powiat prudnicki znajdował się pod kontrolą radzieckiej komendantury wojskowej. 11 maja 1945 polska administracja przejęła władzę cywilną w powiecie prudnickim. Mieszkańcom Zabierzowa, posługującym się dialektem śląskim bądź znającym język polski, pozwolono pozostać we wsi po otrzymaniu polskiego obywatelstwa.
Do 1956 roku Zabierzów należał do powiatu prudnickiego. W związku z reformą administracyjną, w 1956 Zabierzów został odłączony od powiatu prudnickiego i przyłączony do nowo utworzonego krapkowickiego.

## Zabytki

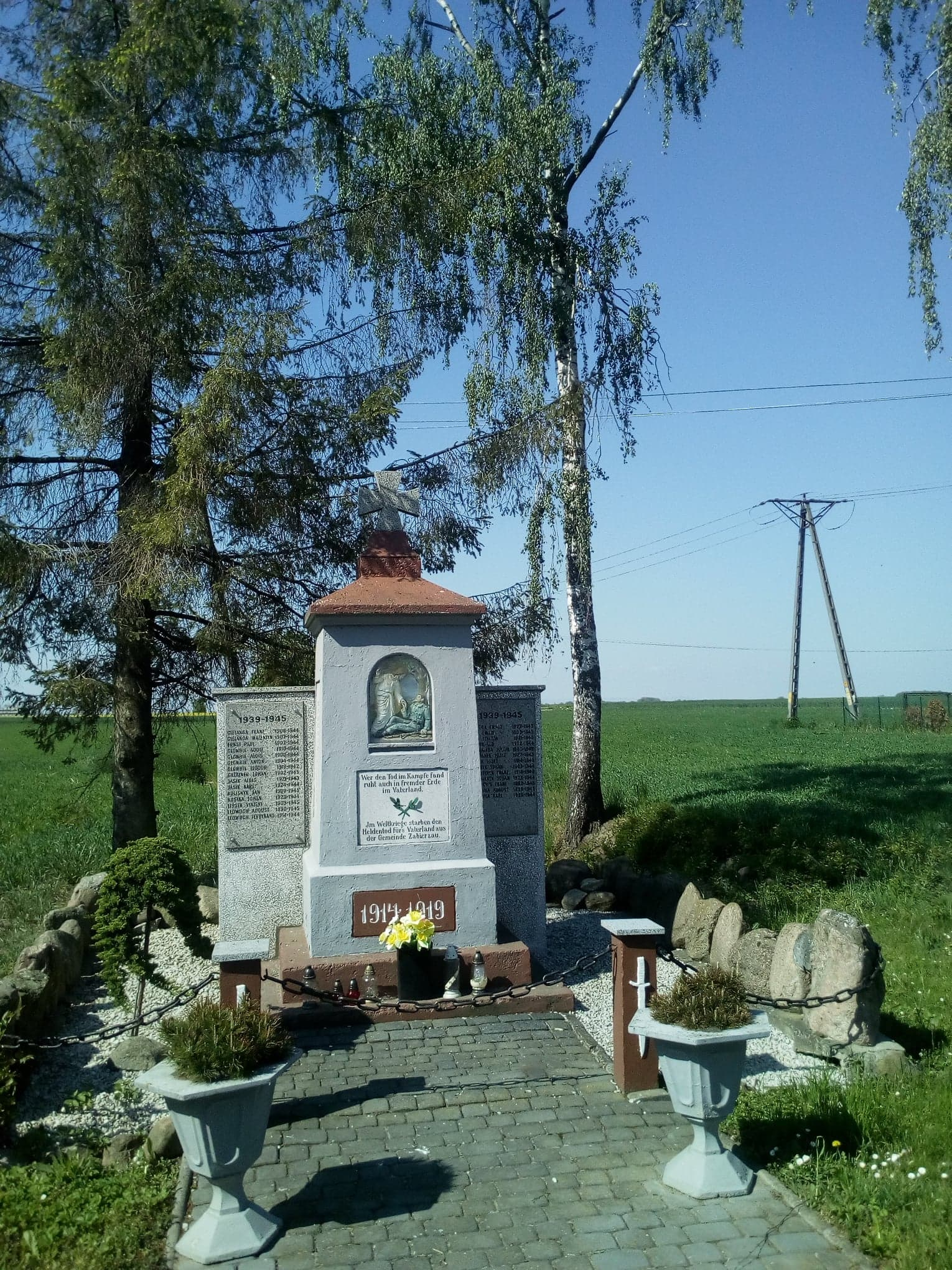
Pomnik ofiar I i II WŚ

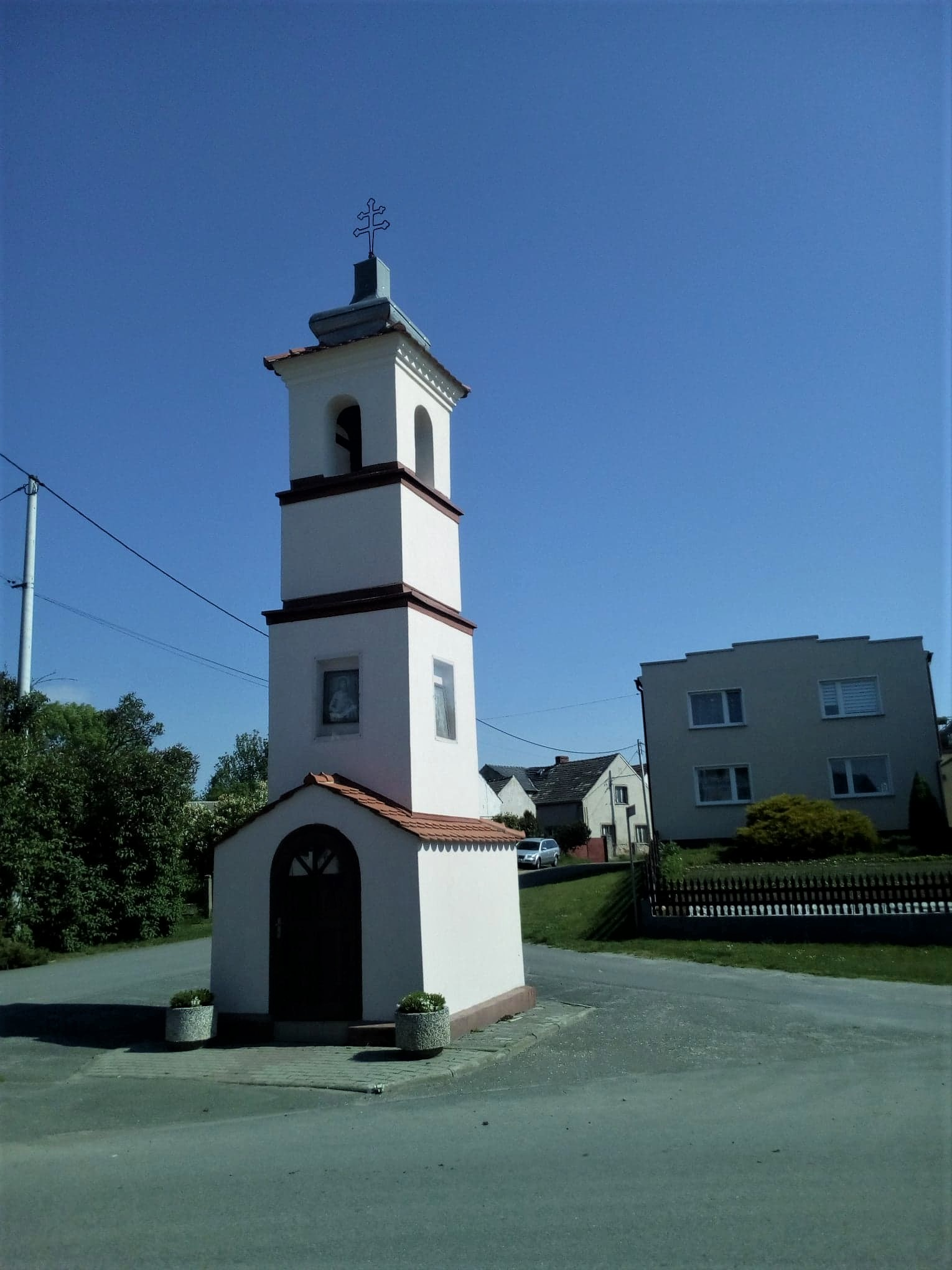
Kapliczka - dzwonnica z poł. XIX w.

Zgodnie z gminną ewidencją zabytków w Zabierzowie chronione są:
- kapliczka-dzwonnica koło nr 17, z połowy XIX w.
- kapliczka koło nr 34, z początku XX w.
- budynek mieszkalny, nr 7, lata 20. XIX w.
- budynek mieszkalny (dawna szkoła), nr 50, lata 20. XIX w.

## Liczba mieszkańców wsi
- 1784 – 122
- 1825 – 180
- 1871 – 252[17]
- 1885 – 235[18]
- 1905 – 279[19]
- 1910 – 281[10]
- 1925 – 295
- 1928 – 261
- 1933 – 279[20]
- 1939 – 295[20]
- 1966 – 225[21]
- 1998 – 187[22]
- 2002 – 154[22]
- 2009 – 132[22]
- 2011 – 142[22]
- 2015 – 137
- 2016 – 132
- 2017 – 134
- 2018 – 133
- 2019 – 131

## Gospodarka
W 2024 przy drodze między Zabierzowem i Rozkochowem utworzono farmę fotowoltaiczną.

## Instytucje
We wsi działa OSP. 

## Religia
Wioska przynależy do parafii rzymskokatolickiej w Walcach.

## Turystyka
Oddział PTTK „Sudetów Wschodnich” w Prudniku ustanowił turystyczną Odznakę Krajoznawczą Ziemi Prudnickiej, którą zdobywa się poprzez zwiedzenie odpowiedniej liczby obiektów w miejscowościach położonych na ziemi prudnickiej, w tym w Zabierzowie.

## Bezpieczeństwo

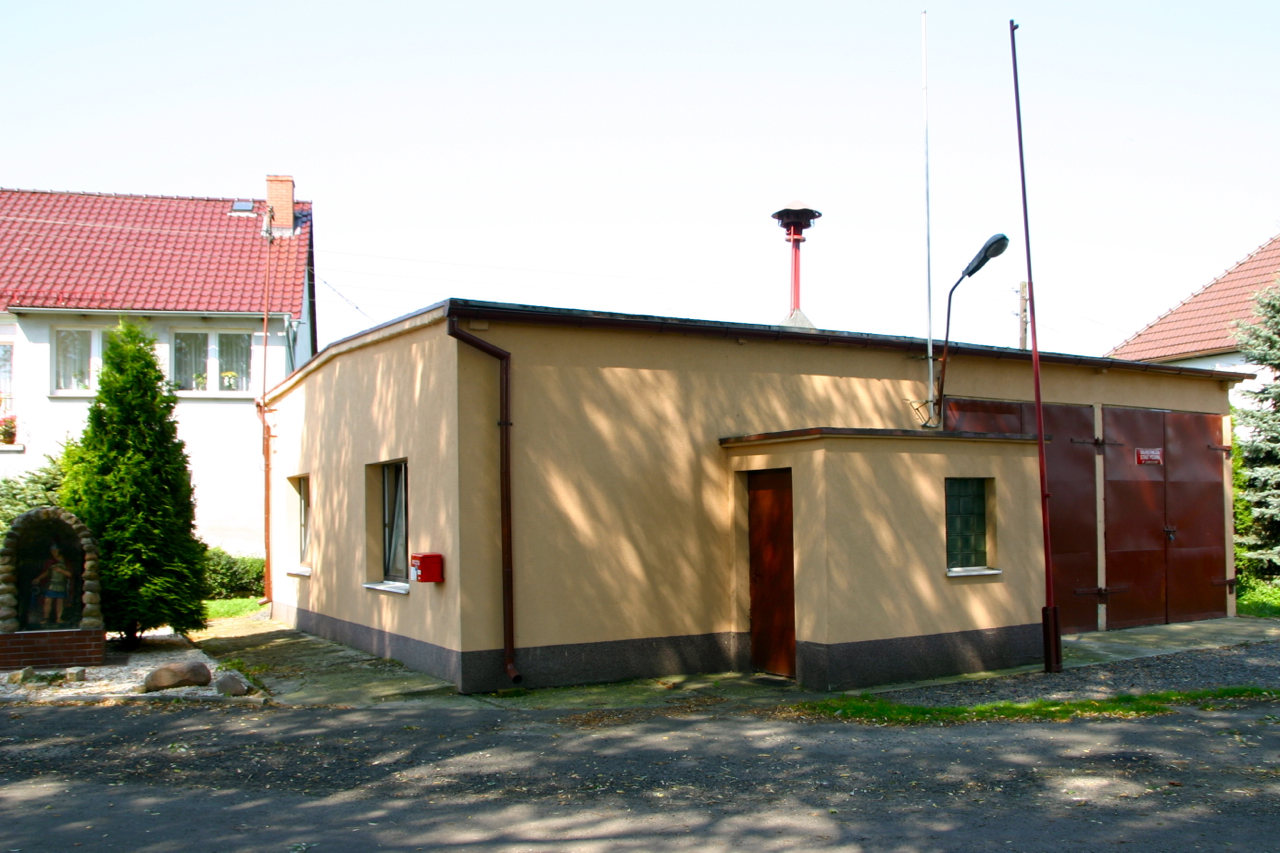
Remiza OSP Zabierzów

W zakresie ochrony przeciwpożarowej oraz innych miejscowych zagrożeń w Zabierzowie działa jednostka Ochotniczej Straży Pożarnej. Jednostka OSP została założona w 1929. Do 1998 bezpieczeństwo pożarowe w Zabierzowie było nadzorowane przez Komendę Rejonową PSP w Prudniku.
Miejscowość jest pod opieką dzielnicowego rejonu służbowego nr 7 Komendy Powiatowej Policji w Krapkowicach.
Teren wsi, jak i całej gminy Walce, położony jest w strefie nadgranicznej w związku z czym Straż Graniczna dysponuje, na tym obszarze, specjalnymi kompetencjami w zakresie bezpieczeństwa. Gminę Walce obejmuje zasięgiem służbowym placówka Straży Granicznej w Opolu ze Śląskiego Oddziału SG.